# Jean Ferrat
Jean Ferrat (Vaucresson, 1930. december 26. – Aubenas, 2010. március 13.) francia énekes, dalszerző, költő.  Louis Aragon dalait különösen szívesesen énekelte.

## Pályafutása
Négy gyermek közül a legfiatalabbként született egy szerény családból. 1935-ben Versailles-ba költöztek. Ferrat a Jules Ferry College-ban tanult. 1942-ben orosz származású édesapját – akit 1928-ban honosítottak − a sárga csillag viselésére kényszerítették, a nyár folyamán letartóztatták, majd szeptember 30-án Auschwitzba deportálták, ahol meggyilkolták.
Ferrat először szerelmes dalokat komponált, amelyekkel az 1950-es évek közepén a párizsi Cabaret La Colombe-ban lépett fel, mások mellett az őt felfedező Zizi Jeanmaire énekesnőnek is. Híve lett a Francia Kommunista Pártnak, de nem volt tagja. Felvételein politikai dalok mellett szerelmes dalok is szerepelnek. Ahogy Georges Brassens dalait sem, a túl merésznek és túl kritikusnak ítélt dalait évekig nem sugározta a francia rádió.
Ferrat kevésbé kritikus problémákkal is foglalkozott. A „La Montagne” című dal ötmillió példányban kelt el.
1972-ben a nagy siker ellenére befejezte aktív színpadi pályafutását, de utódra talált Alain Hivert énekesnőben, aki dalait Franciaországban mutatta be. Németországban a német-belga énekes, Didier Caesar adta elő dalait.
Jean Ferrat 2010 márciusában hunyt el rákban. Temetésén − amelyet több francia tévécsatorna élőben közvetített − több mint 5000 ember vett részt Franciaország minden részéről.

## Albumok
- 1961: Deux enfants au soleil (Ma Môme, Federico Garcia Lorca, etc.)
- 1963: Nuit et brouillard
- 1964: La Montagne
- 1965: Potemkine
- 1966: Maria
- 1967: À Santiago (Cuba si, Les Guérilleros, etc.)
- 1969: Ma France
- 1970: Camarade
- 1971: La Commune
- 1971: Ferrat chante Aragon
- 1972: À moi l'Afrique
- 1975: La femme est l'avenir de l'homme
- 1979: Les Instants volés
- 1980: Ferrat 80
- 1985: Je ne suis qu'un cri
- 1991: Dans la jungle ou dans le zoo
- 1995: Ferrat chante Aragon Vol. 2 (Complainte de Pablo Neruda
- 2002: Ferrat en scène
- 2009: Best Of (3 CD)

## Dalszövegei
- https://lyricstranslate.com/hu/jean-ferrat-lyrics.html
- https://lyricstranslate.com/hu/louis-aragon-les-yeux-delsa-lyrics.html Louis Aragon: Les Yeux d’Elsa

## Díjak
- 1963: Grand Prix du Disque for World Music